# Arjan Dodaj
Arjan Dodaj (Laç, 21 de janeiro de 1977) é um clérigo católico romano albanês e atual arcebispo de Tirana-Durrës.

## Biografiat
Arjan Dodaj imigrou para a Itália em 1993 e se estabeleceu em Cuneo. Ele trabalhou como soldador e jardineiro, e apesar de ter sido educado no ateísmo, se converteu em 1997 e ingressou na Fraternidade Sacerdotal da Santa Cruz, Comunidade Casa de Maria. Depois, estudou no Pontifício Ateneu Regina Apostolorum em Roma. Em 6 de junho de 2003 recebeu o sacramento da ordenação para a diocese de Roma do Papa João Paulo II na Basílica de São Pedro.
Após sua ordenação, trabalhou na pastoral paroquial em Roma e como pároco da comunidade albanesa em Roma. Em 2017, foi enviado à Albânia como sacerdote Fidei Donum e trabalhou na Arquidiocese de Tirana-Durrës como Vigário Geral e na pastoral paroquial e universitária. Foi também secretário-geral do sínodo diocesano e secretário adjunto da conferência episcopal albanesa.
O Papa Francisco o nomeou Bispo Titular de Lestrona e Bispo Auxiliar de Tirana-Durrës em 9 de abril de 2020. O arcebispo de Tirana-Durrës, George Anthony Frendo OP, o consagrou bispo em 15 de setembro do mesmo ano, na Catedral de Tirana. Os co-consagradores foram o Núncio Apostólico na Albânia, o Arcebispo Charles John Brown, e Gianpiero Palmieri, Bispo Auxiliar em Roma.
Em 30 de novembro de 2021, o Papa Francisco o nomeou Arcebispo de Tirana-Durrës.